# 7mm Remington Ultra Magnum
El 7mm Remington Ultra Magnum o 7mm RUM es cartucho de rifle introducido por Remington Arms en 2002, ajustando el casquillo del 300 Remington Ultra Magnum para alojar un proyectil calibre .284" (7mm).

## Historia
El 7mm el RUM fue creado utilizando el casquillo del .404 Jeffery que también se usó para desarrollar el .375 RUM .300 RUM, y .338 RUM, ajustando el cuello del .300 Remington Ultra Magnum para alojar un proyectil de .284 pulgadas o 7mm. Comparado con el 7mm Remington Magnum, el 7mm RUM entrega 25% más energía a costas de un mayor precio, retroceso, longitud del mecanismo y vida útil del cañón.

## Performance
El 7mm Ultra Magnum ostenta el casquillo más grande que aloja una bala de 7mm de diámetro, resultando en un aumento de velocidad de 100 pies por segundo con respecto al 7mm Rem Mag, para cualquier peso de proyectil, ofreciendo una trayectoria más plana, mayor energía y menor desviación por viento ya que si bien el coeficiente balístico es el mismo, la velocidad también contribuye a sortear los vientos cruzados.
Si bien es ligeramente más lento que el 28 Nosler, es básicamente debido al espacio que comúnmente se deja entre la garganta del cañón y el inicio del estriado para reducir las altas presiones que se generan.

## Uso deportivo
Debido a su alta velocidad de salida que resulta en una trayectoria bastante plana, combinada al coeficiente balístico y densidad seccional propios del calibre 7mm, el 7mm Remington Ultra Magnum es adecuado para la caza mayor a distancias largas. Debido a que requiere de un cajón de mecanismos largo y al retroceso que genera, los rifles tienden a ser pesados, no siendo la mejor opción para quienes cargan sus rifles cuesta arriba. Sin embargo, es óptimo para la caza en pampas y praderas, tales como el oeste central de los EE. UU. o las sabanas de África.